# Комета (рыбка)
Комета — одна из искусственно культивированных декоративных пород аквариумной «золотой рыбки» (лат. Carassius gibelio forma auratus (Bloch, 1782)) отличающаяся удлинённым в виде ленты хвостом.

## История происхождения
По одним источникам, Комета считается выведенной в США в начале 1880-х годов Муллетом. Однако в книге «Aquaria», изданной в 1898 году, указывается что комета называется японской и попала она в Америку в 1872-ом. Сам Муллет также сообщает о японском происхождении комет в своей книге, изданной в 1883 году. Японцы же, совершенно не претендуют на пальму первенства в получении этой породы золотых рыбок. Вероятно, что Муллет вывел американскую разновидность породы «Комета» от особей, полученных из Японии. В настоящее время неизвестно, от каких рыб было получено потомство в США. Рыбы, похожие по описаниям на комету, упоминаются как полученные из Макао в 1834 году.

## Описание
Длина около 18 см. Удлинённое тело, как и все плавники. Хвостовой плавник одинарный, с глубоким вырезом и длиннее самого тела в ¾ раза.
В основном «кометой» называется обыкновенная золотая рыбка с несколько приподнятой спиной и удлинённым наподобие ленты хвостовым плавником с одинаковыми концами. У некоторых видов этой породы длина хвоста превосходит тело рыбки в три—четыре раза. Обе лопасти хвоста бывают также очень удлинёнными и образуют «вилку». Зачастую к такому удлиненному хвосту присоединяются ещё и чрезвычайно длинные грудные и брюшные плавники, свешивающиеся в виде лент.
Среди комет особенно ценятся серебряные рыбки с ярко-красным или лимонно-жёлтым хвостом. Особенно привлекательны рыбы с красно-белыми пятнами по телу.

### Вариации
- Вуалевая комета